# Чудотворці (телесеріал)
«Чудотво́рці» (англ. Miracle Workers) — американський комедійний телесеріал-антологія, у якому залучені популярні актори Деніел Редкліфф та Стів Бушемі. Прем'єра відбулася 12 лютого 2019 року на кабельному каналі TBS.
Перший сезон заснований на романі Саймона Річа «What in God's Name». Гасло: «На трильйонний день… Бог звільнився» (англ. On the Trillionth Day... God Quit). Складається із семи епізодів, які розповідають про бюрократичну роботу «небесної канцелярії» — компанії Heaven Inc. («Корпорація „Небеса“»), очолюваної Богом (актор Стів Бушемі). Колишня співробітниця відділу бруду Елайза (акторка Джеральдін Вісванатан) переводиться до відділу, де працює простий ангел Крейг (актор Деніел Редкліфф), який відповідає за виконання молитовних прохань людства. Елайза укладає парі з Богом: вона має виконати нездійсненне бажання протягом двох тижнів, інакше люди та Земля будуть знищені.
Другий сезон з восьми епізодів, створений за мотивами оповідання «Революція» керівника проєкт Саймона Річа, розпочався 28 січня 2020 року. Події відбуваються у стереотипному середньовічному містечку.
Третій сезон вийшов 13 липня 2021 року. Протягом десяти серій у стилі вестерну преподобний Єзекіїль Браун веде через прерії своє вмираюче, охоплене голодом місто Орегонською Стежиною до кращого життя, запросивши бути провідником сумнозвісного бандита Парубка Бенні.
Прем'єра постапокаліптичного четвертого сезону відбулася 10 липня 2023 року.

## Автори серіалу
Режисери: Моріс Меребл, Йорма Такконе, Раян Кейс.
Сценаристи: Джейсон П. Гаузер, Саймон Річ, Чірокко Данлеп

### У ролях
| Актор                 | Персонаж і залученість в сезоні | Персонаж і залученість в сезоні | Персонаж і залученість в сезоні | Персонаж і залученість в сезоні |
| Актор                 | 1                               | 2                               | 3                               | 4                               |
| --------------------- | ------------------------------- | ------------------------------- | ------------------------------- | ------------------------------- |
| Денієл Редкліфф       | Крейґ                           | Принц Чонслі                    | Преподобний Єзекіїль Браун      | Сід                             |
| Стів Бушемі           | Бог                             | Едвард «Едді» Гівнокряк         | Бенні                           | Морріс «Сміттяр» Рубінштайн     |
| Джеральдін Вісванатан | Елайза Гантер                   | Еллі (Александра) Гівнокряк     | Пруденс Абердін                 | Фрея Ексальтада                 |
| Каран Соні            | Санджай                         | Лорд Кріс Векслер               | Стрілець                        | TI-90 / «Тай»                   |
| Джон Басс             | Сем                             | Майкі Гівнокряк                 | Тодд Абердін                    | Клапоть, Бойовий Пес            |
| Саша Компере          | Лаура                           |                                 |                                 | Джулія (епізод.)                |
| Лоллі Адефоп          | Розі                            | Меґґі                           |                                 | Нейромережа                     |

## Цікаві факти
Актор Оуен Вілсон був одним із продюсерів серіалу, а також мав грати роль Бога. Проте залишив проєкт, і роль виконав Стів Бушемі.

## Список епізодів

### 1 сезон: Чудотворці
| Серія | Назва                | Режисер / сценарист                              | Дата прем'єри   |
| ----- | -------------------- | ------------------------------------------------ | --------------- |
| 1     | Два тижні (2 Weeks)  | Джорма Такконе / Саймон Річ                      | 12 лютого 2019  |
| 2     | 13 днів (13 Days)    | Джорма Такконе / Чірокко Данлеп                  | 19 лютого 2019  |
| 3     | 12 днів (12 Days)    | Ryan Case / Jeff Loveness                        | 26 лютого 2019  |
| 4     | Шість днів (6 Days)  | Ryan Case / Heather Anne Campbell                | 5 березня 2019  |
| 5     | Три дні (3 Days)     | Maurice Marable / Mitra Jouhari, Gary Richardson | 12 березня 2019 |
| 6     | Один день (1 Day)    | Dan Schimpf / Lucas Gardner                      | 19 березня 2019 |
| 7     | Одна година (1 Hour) | Maurice Marable / Dan Mirk                       | 26 березня 2019 |

### 2 сезон: Темні віки
| Серія | Назва                          | Режисер / сценарист                                                   | Дата прем'єри   |
| ----- | ------------------------------ | --------------------------------------------------------------------- | --------------- |
| 1     | (Dark Ages: Graduation)        | Andrew Mogel, Jarrad Paul / Georgie Aldaco, Саймон Річ                | 28 січня 2020   |
| 2     | (Dark Ages: Help Wanted)       | Andrew Mogel, Jarrad Paul / Georgie Aldaco, Lucas Gardner, Саймон Річ | 4 лютого 2020   |
| 3     | (Dark Ages: Road Trip)         | Daniel Gray Longino / Georgie Aldaco, Anna Drezen, Саймон Річ         | 11 лютого 2020  |
| 4     | (Dark Ages: Internship)        | Daniel Gray Longino / Georgie Aldaco, Саймон Річ                      | 18 лютого 2020  |
| 5     | (Dark Ages: Holiday)           | Dan Schimpf / Georgie Aldaco, Саймон Річ                              | 25 лютого 2020  |
| 6     | (Dark Ages: Music Festival)    | Dan Schimpf / Georgie Aldaco, Саймон Річ                              | 3 березня 2020  |
| 7     | (Dark Ages: Day in Court)      | Dan Schimpf / Georgie Aldaco, Zeke Nicholson, Саймон Річ              | 10 березня 2020 |
| 8     | (Dark Ages: First Date)        | Стів Бушемі / Georgie Aldaco, Jen Jackson, Саймон Річ                 | 17 березня 2020 |
| 9     | (Dark Ages: Moving Out Part 1) | Tamra Davis / Georgie Aldaco, Dan Mirk, Саймон Річ                    | 24 березня 2020 |
| 10    | (Dark Ages: Moving Out Part 2) | Tamra Davis / Georgie Aldaco, Dan Mirk, Саймон Річ                    | 31 березня 2020 |

### 3 сезон: Шлях до Орегону (2021)
Події розгортаються на Дикому Заході середини ХІХ століття. Намагаючись врятувати свій прихід, якому загрожує голод, преподобний Єзекіїль Браун пропонує всім містечком перебратися до Орегону — місця, де, як він упевнений, багато хто знаходить краще життя. Однак шлях туди лежить через прерії, тому священникові потрібен досвідчений провідник. Господь почув молитви ідеаліста Брауна і відправив йому в помічники розшукуваного злочинця Парубка Бенні. Аби сховатися від закону, Бенні приймає пропозицію Єзекіїля.

### 4 сезон: Кінець часів (2023)
Сід, Дорожній Воїн, та воєвода Фрея Ексальтада разом зі своїми «бойовим псом» Клаптем залишають Спустошені Землі задля нормального життя у Бумтауні.